# Puutarhakatu (Tampere)
Puutarhakatu, est une rue allant de la place centrale à Pyynikintori dans la ville de Tampere en Finlande.

## Présentation
La rue Puutarhakatu parcourt les quartiers de Tammerkoski et d'Amuri.
Elle croise les rues Aleksis Kiven katu, Kuninkaankatu, Näsilinnankatu, Hämeenpuisto, Mustanlahdenkatu, Kortelahdenkatu, Amurinkuja et Mariankatu,,.

## Bâtiments
| N° | Bâtiment                    | Image | Architecte                                                   | Année               | Réf.   |
| 2  | Papeterie Frenckell         |       | Birger Federley                                              | 1904–1920           | [ 5 ]  |
| 6  | Tampereen keskusvirastotalo |       | Aarne Ervi                                                   | 1967, 1975          | ,      |
| 11 | Hämeen Pohjan talo          |       | Heikki Tiitola                                               | 1908                | [ 8 ]  |
| 17 | Tampereen vapaakirkko       |       | Bertel Strömmer                                              | 1954                | [ 9 ]  |
| 18 | Puistolinna                 |       | Jaakko Tähtinen                                              | 1934                | ,      |
| 21 | Puutarhakadun liiketalo     |       | Heikki Siren Kaija Siren                                     | 1968                | [ 12 ] |
| 34 | Musée d'Art de Tampere      |       | Carl Ludvig Engel Anton Arppe Hilja Gestrin Antti Ilveskoski | 1838 1838 1930 1983 | ,      |